# Bressay (Gemeinde)

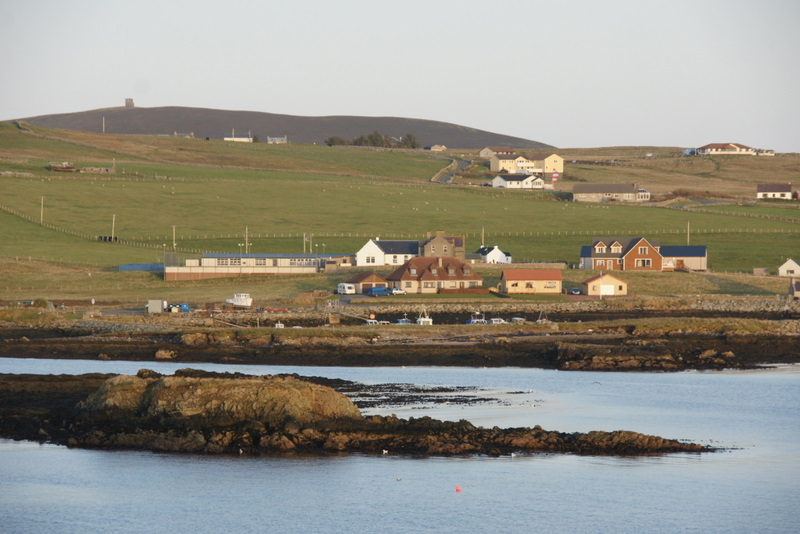
Schule und Halle in Maryfield

Bressay ist eine Gemeinde, die im Südosten der zu Schottland zählenden Shetlands liegt.

## Geographie
Das Gebiet der Gemeinde umfasst im Wesentlichen die Insel Bressay. Neben einer Reihe von kleineren Felseninseln kommt noch die Isle of Noss im Osten hinzu. Zentrum der Gemeinde ist das, im Westen von Bressay gelegene Maryfield, wo sich die Schule und die Versammlungshalle befinden. Unter den zugehörigen Ortschaften sind Beosetter, Brough, Cruester, Cullingsburgh, Glebe, Gunnista, Ham, Heogan, Kirkabister und Mail.

## Historisches
Im Rahmen der historischen Gliederung Schottlands in Civil Parishes hatte Bressay eine gleichnamige Einheit gebildet. Ende des 20. Jahrhunderts ging aus dieser die Community Council Area Bressay hervor.